# Guillermo Klein
Guillermo Klein (n. Guillermo Gustavo Klein en Buenos Aires, Argentina, 1969) es un pianista y compositor de jazz argentino.

## Biografía
Se graduó en el Berklee College of Music en 1994, y a lo largo de la década de 1990, llevó a cabo una residencia en Smalls, un club de jazz en la ciudad de Nueva York. Conocido por sus conceptos armónicos y estilísticos muy originales, Klein ha ganado mucho respeto por parte de la comunidad del jazz, pero con poco éxito comercial.
Pasó la mayor parte de los años 2000, entre Argentina y España, a pesar de que todavía reside de vez en cuando en los Estados Unidos. Fue comisionado por el MIT Wind Ensemble, para escribir su primera obra para conjunto de viento, Solar Return Suite, que se estrenó el 12 de mayo de 2006. Klein ha hecho varias apariciones con su banda, Los Gauchos, en el Village Vanguard en los últimos años.
A partir del año 2008, es miembro de la facultad de jazz en Musikene (Centro Superior de Música del País Vasco), en San Sebastián.

## Discografía
- Guillermo Klein & Big Van: El Minotauro (Candid, 1997)
- Guillermo Klein y Los Guachos: Los Guachos II (Sunnyside, 1999)
- Guillermo Klein y Los Guachos: Los Guachos III (Sunnyside, 2002)
- Guillermo Klein y Los Guachos: Live in Barcelona (Fresh Sound New Talent, 2005)
- Guillermo Klein: Una nave (Sunnyside, 2005)
- Los Guachos: Filtros (Sunnyside, 2008)
- Girona Jazz Project Big Band & Guillermo Klein: El camino (Quadrant, 2010)
- Guillermo Klein: Domador de huellas - Music of "Cuchi" Leguizamón (Sunnyside, 2010)
- Aaron Goldberg and Guillermo Klein: Bienestan (Sunnyside, 2011)
- Guillermo Klein y Los Guachos: Carrera (Sunnyside, 2012)
- Guillermo Klein Quintet feat. Liliana Herrero: Live at the Village Vanguard (Sunnyside, 2014)
- Guillermo Klein y Los Guachos: Los Guachos V (Sunnyside, 2016)
- Rebecca Martin & Guillermo Klein: The Upstate Project (Sunnyside, 2017)